# Cursa d'acceleració
La Cursa d'acceleració (en anglès: Drag race o Sprint) és una disciplina esportiva automobilista i motociclista de carretera en què s'enfronten dos vehicles d'acceleració (en anglès: Dragsters) que han de recórrer una distància d'uns 400 m en línia recta. El nom amb què es coneix internacionalment aquesta disciplina, Drag, vol dir "resistència a l'aire" o "arrossegament" (entre altres accepcions) en anglès.

## Història
Es tracta d'un esport típicament americà que nasqué i es desenvolupà al sud de Califòrnia, on sovint se n'hi feien curses no oficials o il·legals en llacs secs o carreteres secundàries. El 1951 es fundà la NHRA (National Hot Rod Association) i es desenvolupà la disciplina durant les dècades de 1950 i 1960. El 1975 es creà el Campionat NHRA Winston, amb el patrocini de l'empresa tabaquera R.J. Reynolds Tobacco Company, assolint un gran èxit. El 1993, la FIA reconegué la NHRA i les curses d'acceleració. Actualment, la NHRA gaudeix d'estatus internacional i supervisa l'esport fora dels EUA.

## Característiques

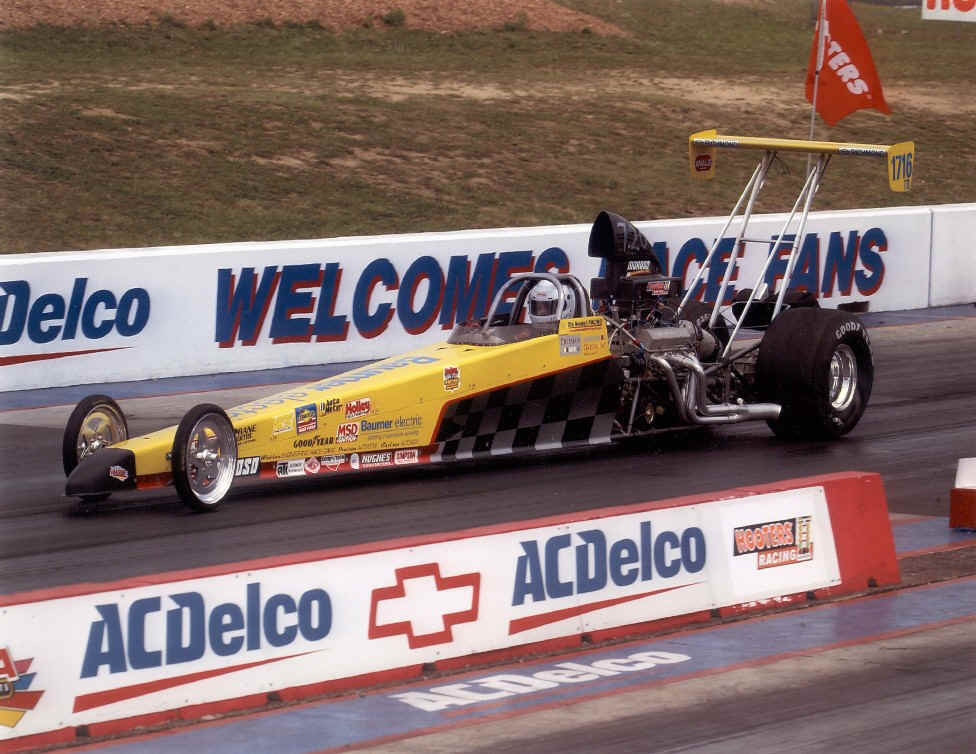
Un automòbil de la categoria "Top Fuel"

En aquesta mena de curses s'enfronten directament dos participants dins un circuit específicament dissenyat, anomenat dragstrip, que consta d'una llarga recta asfaltada amb dos carrils (separats sovint per un rail o un petit mur de contenció). Tots dos contrincants s'alineen a la línia de sortida amb el vehicle engegat i en punt mort, a l'espera del tret de sortida. Un cop aquest ha sonat, els pilots acceleren per la llarga recta d'un quart de milla (uns 400 metres) fins a la línia d'arribada, a l'hora que s'enregistra el temps transcorregut i la velocitat màxima. El corredor que arriba a la meta primer és el guanyador.

### Reglamentacions
Les curses d'acceleració es desenvolupen a base d'eliminatòries directes entre dos corredors, en què els participants són aparellats per sorteig. El guanyador passa a la ronda següent fins que només en queden dos, que disputen la final. Al començament de cada cursa (anomenada en anglès Run, "correguda") els competidors s'alineen i esperen que el dispositiu electrònic indiqui la sortida en posar-se verd. El temps que es triga a reaccionar a la llum verda també computa i s'enregistra electrònicament.
Si un pilot fa una sortida falsa és desqualificat. També resulta desqualificat un participant que trepitgi el carril del contrari. En cas de pluja, es cancel·la l'esdeveniment.

### El semàfor de sortida
El dispositiu electrònic que assenyala la sortida, conegut com a "arbre de nadal" per les moltes llums que té, consta de dues rengleres verticals de semàfors ordenades així, de dalt a baix:
- 4 Llums de stage (blanques): S'encenen quan els vehicles estan a punt al seu lloc
- 3 Llums ambre: Segueixen i antecedeixen a la verda
- 1 Llum verda: Dona la sortida
- 1 Llum vermella: Indica les sortides nul·les i desqualificacions

### La pista
La longitud total de la pista és de 402,33 m (milla G) o bé de 201,16 m (milla J). L'amplada és de 9,15 m (30 peus). Els primers 45 metres són de ciment per tal d'augmentar la tracció dels vehicles, la resta és una mescla de partícules de granit i asfalt. Tot al llarg de la pista s'hi aplica una cola especial per a millorar la tracció dels pneumàtics.
Els pilots poden escalfar els pneumàtics a una zona especial prop de la sortida. Al final de la recta hi ha una zona de desacceleració que fa 1,5 vegades la distància de la cursa.

## Vehicles

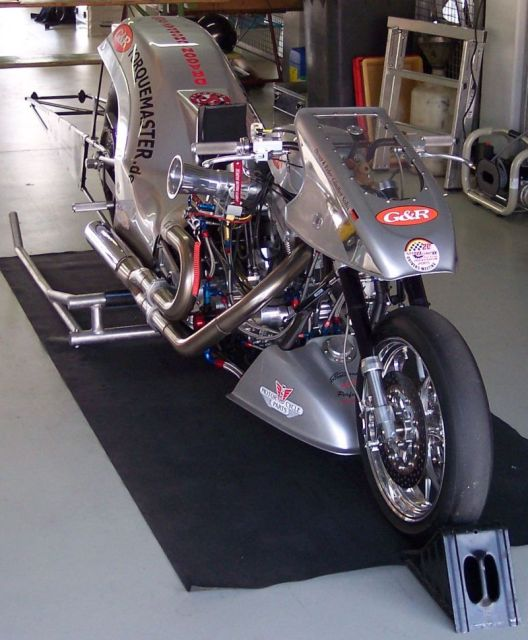
Una motocicleta Harley Davidson de la categoria "Top Fuel"

N'hi ha més de 200 tipus agrupats en 12 categories (o "classes") diferents, destacant-ne quatre de professionals: Pro Stock, Moto Pro Stock, Funny Car i Top Fuel:
- Pro Sotck: Semblen cotxes de sèrie i van amb benzina d'alt índex d'octà. Superen els 300 km/h en 6 segons. Se'ls modifica el tub d'escapament, el xassís i la suspensió.
- Moto Pro Stock: Són motocicletes amb el motor modificat de gas, de dues o quatre vàlvules. Poden recórrer 402,33 metres en 7,2 segons, superant els 300 km/h.
- Funny Car: Donen més de 6.000 HP i poden fer la milla G en menys de 5 segons, a més de 500 km/h. Al darrere duen una barra de seguretat que evita que donin voltes de campana durant les acceleracions.
- Top Fuel: El seu carenat aerodinàmic a ran de terra fa més de 6 metres de llarg. Van equipats amb motor d'injecció de nitrometà, superant els 6.000 HP, i fan la milla G en menys de 4,5 segons, a més de 530 km/h.

### Les motocicletes d'acceleració
La categoria més coneguda de curses de d'acceleració en motocicleta és la Pro Stock Bike, tot i que n'existeixen d'altres com ara la reservada a motors de nitrometà de fins a 1.000 CV. Hi ha motocicletes preparades per a aquesta mena de curses que destaquen per la seva espectacular preparació, de vegades amb dos o més motors i una gran roda posterior. Ja durant la dècada de 1970 eren capaces de recórrer 400 metres en 8 segons a màquina aturada, marca sensiblement superada en l'actualitat.
L'estructura d'aquestes motos o "vehicles d'acceleració" acostuma a ser sempre similar: llargues, pesades i baixes, tot cercant una bona adherència a terra, que esdevé del tot necessària tenint en compte que són capaços d'assolir més de 300 km/h en pocs segons. Els motors acostumen a incorporar un compressor i a superar els 1.000 cc amb escreix, i fins i tot hi ha pilots que en munten dos o més al xassís de la moto, l'un darrere l'altre. Durant la dècada de 1970 es feu cèlebre l'Honda del nord-americà Russ W. Collins, un llarg vehicle que disposava de tres motors Honda quadricilíndrics muntats longitudinalment, totalitzant doncs 12 cilindres.